# Convento de la Asunción (Sevilla)
El Convento de la Asunción, de mercedarias calzadas, se encuentra en Sevilla (Andalucía, España). El primer Convento de la Asunción de la ciudad fue fundado en 1567. En 1868 fue exclaustrado y las mercedarias se trasladaron al Convento de Santa María del Socorro, de concepcionistas franciscanas. En 1893 las mercedarias se instalaron en el antiguo Hospital del Buen Suceso y en 1895 se trasladaron al exclaustrado Monasterio de Santiago de la Espada, que fue rebautizado como Convento de la Asunción.

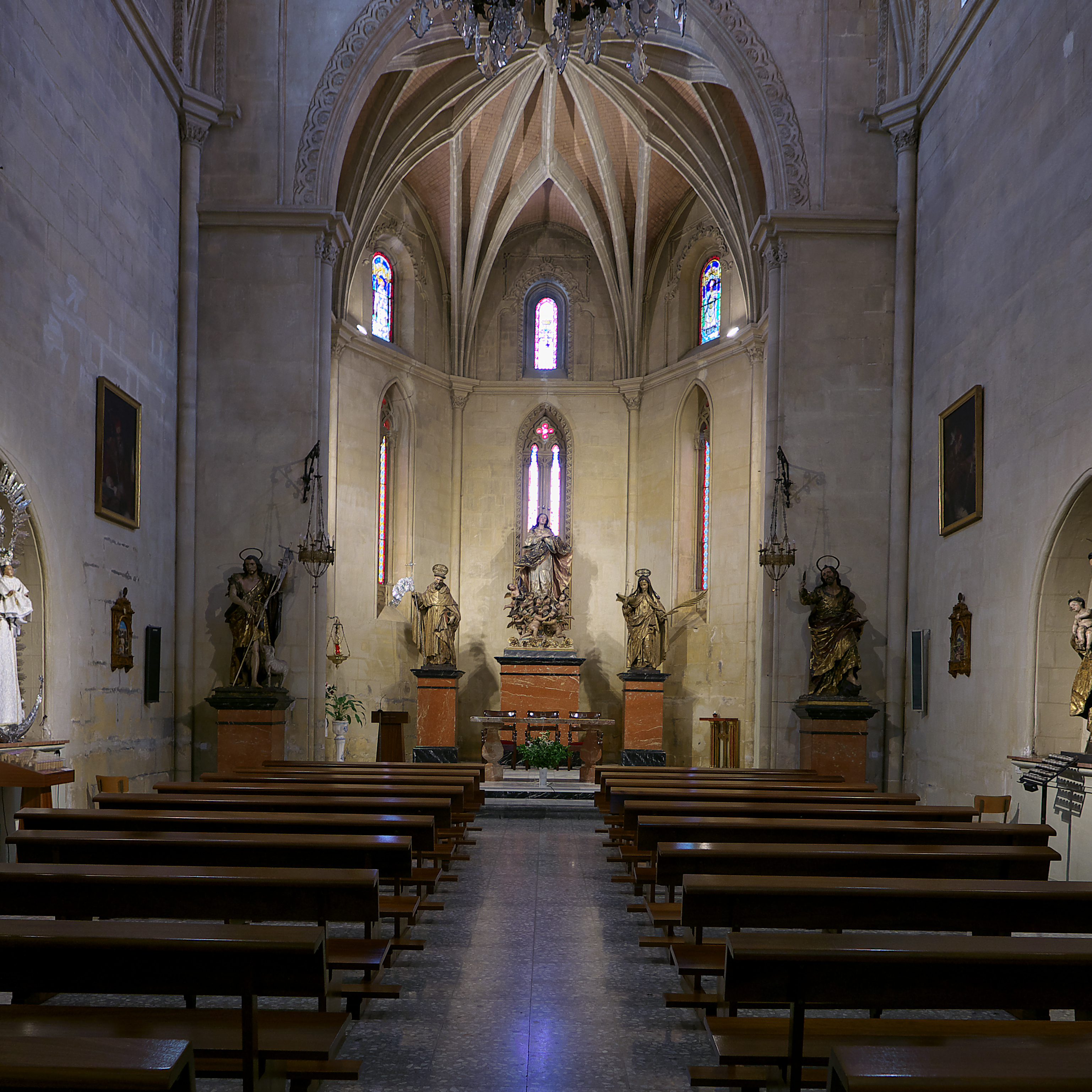
Capilla mayor del antiguo Monasterio de Santiago de la Espada (Sevilla)

## Historia
Las fundadoras fueron las tres sevillanas María Zapata de la Fuente y Martel, su hija Beatriz de las Roelas y su sobrina Francisca Martel, con las monjas Jerónima de Aguilar y Teresa Rojas, bajo la obediencia del provincial de los mercedarios, fray Juan de Peñaranda.
Para ello, otorgaron escritura del 24 de abril de 1567, por la cual dotaban la fundación de copiosos bienes, incluidas unas casas. Con la adquisición de casas colindantes, pudo labrarse el convento en la calle de Armas (actual calle Alfonso XII), siguiendo por las calles Abad Gordillo y San Vicente.
Obtuvieron licencia del arzobispo Hernando Valdés el 10 de junio de 1567. La bula fundacional la otorgó el papa Pío V el 19 de mayo de 1568.
Ese año vendrán para poner en marcha el convento mercedario tres monjas dominicas del Convento de Santa María la Real, sito en la calle San Vicente: Leonor del Carrillo, que actuará como abadesa, Ana de Santa Cruz, que lo hará de maestra de novicias, y Francisca de Santa Clara, que será la portera.
En el siglo XVIII se realizaron importantes reparaciones en la iglesia y las dependencias conventuales.
En 1868 fue exclaustrado y a finales del siglo XX fue derribado para hacer viviendas.
En 1868 las mercedarias se trasladaron al Convento de Santa María del Socorro, de concepcionistas franciscanas. Por concesión del arzobispo Benito Sanz y Forés, en 1893 las mercedarias se instalaron en el antiguo Hospital del Buen Suceso. Con la ayuda de limosnas, compraron algunas casas anejas que daban a la Plaza de San Pedro para construir un nuevo convento. Sin embargo, no llegó a realizarse este proyecto. El 28 de noviembre de 1893 compraron el exclaustrado Monasterio de Santiago de la Espada, en el barrio de San Lorenzo. Tras dos años de obras, se instalaron en 1895 y lo rebautizaron como Convento de la Asunción. Junto a la iglesia conventual construyeron el Colegio de Nuestra Señora de la Merced.